# Skien

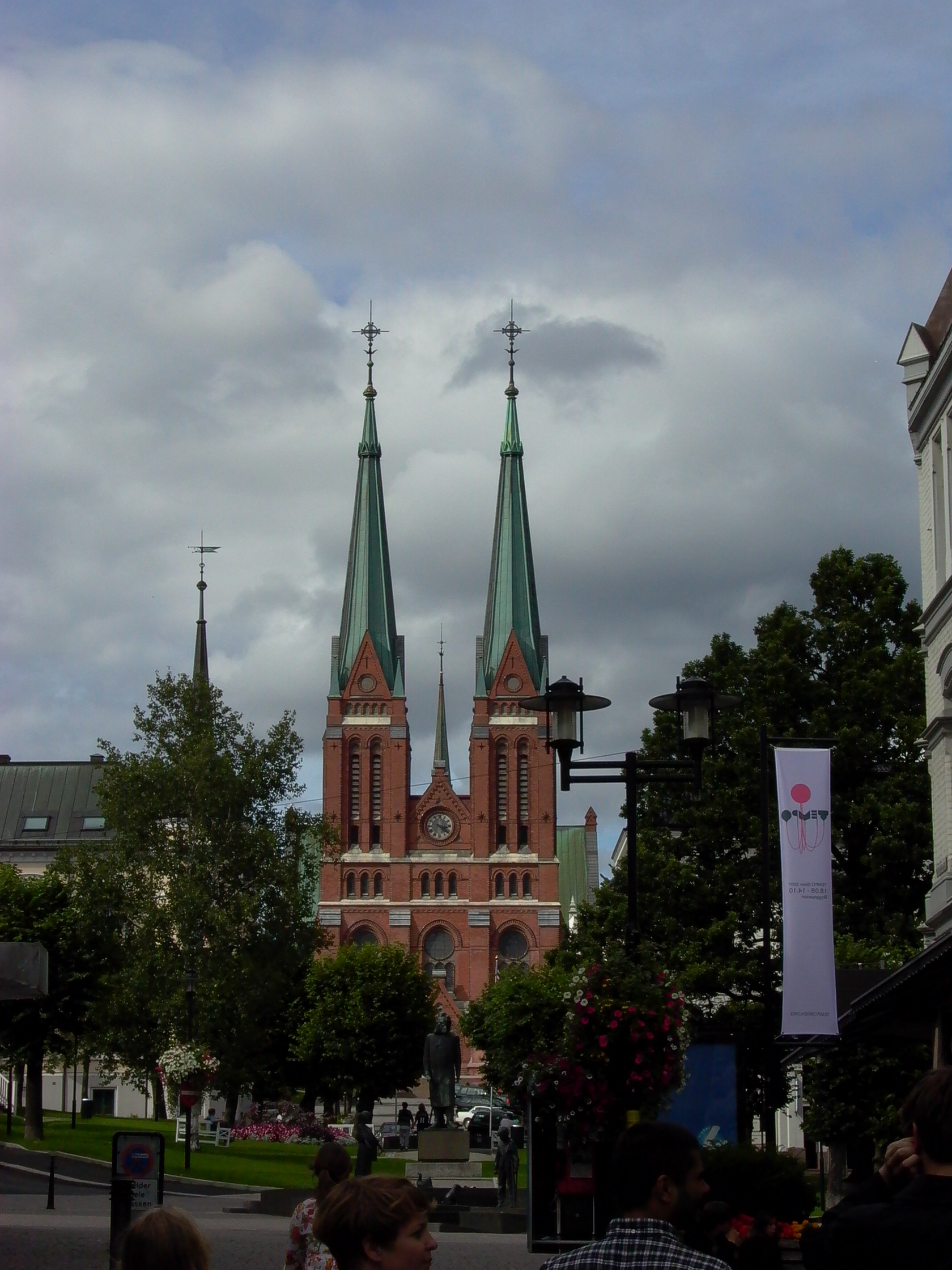
Kościół w Skien

Skien (wymowaⓘ) – norweskie miasto i gmina leżąca w regionie Telemark.
Skien jest 139. norweską gminą pod względem powierzchni.

## Demografia
Według danych z roku 2005 gminę zamieszkuje 50 676 osób. Gęstość zaludnienia wynosi 65,06 os./km². Pod względem zaludnienia Skien zajmuje 12. miejsce wśród norweskich gmin.
| ludność stan na 1 stycznia 2005 |         |           |        |
|                                 | kobiety | mężczyźni | razem  |
| osób                            | 24 696  | 25 980    | 50 676 |
| %                               | 48,73%  | 51,27%    | 100%   |

| wykształcenie stan na 1 października 2004 |        |         |        |        |
|                                           | podst. | średnie | wyższe | niezn. |
| osób                                      | 8714   | 23 061  | 7861   | 1002   |
| %                                         | 21,44% | 56,75%  | 19,34% | 2,47%  |

## Edukacja
Według danych z 1 października 2004:
- liczba szkół podstawowych (norw. grunnskoler): 28
- liczba uczniów szkół podst.: 6597

## Sport
- Odds BK - klub piłkarski

## Władze gminy
Według danych na rok 2011 administratorem gminy (norw. rådmann) jest Knut Andreas Wille, natomiast burmistrzem (norw. ordfører, d. borgermester) jest Rolf Erling Andersen.